# Murray Foreland
Das Murray Foreland ist eine vereiste, 30 km lange und 16 km breite Halbinsel an der Bakutis-Küste des westantarktischen Marie-Byrd-Lands. Sie bildet den nordwestlichen Seitenarm der Martin-Halbinsel.
Der United States Geological Survey kartierte die Landspitze erstmals anhand von Luftaufnahmen der United States Navy bei der Operation Highjump (1946–1947) vom Januar 1947. Das Advisory Committee on Antarctic Names benannte sie nach dem US-amerikanischen Geologen Grover Elmer Murray (1916–2003), ab 1964 im Vorstand der National Science Foundation und von 1966 bis 1976 Präsident der Texas Tech University.